# Steve Dodd
Steve Dodd (né le 1er juin 1928 à Alice Springs, dans le Territoire du Nord, en Australie et mort le 10 novembre 2014 à Basin View (Nouvelle-Galles du Sud)) est un acteur aborigène australien.

## Biographie
Steve Dodd est connu pour avoir joué des personnages, notamment autochtones, dans de nombreux films australiens ou sur l'Australie comme Gallipoli (1981), Le Chant de Jimmy Blacksmith (1978), Coca Cola Kid (1985) ou Mr Quigley l'Australien (1990).

## Filmographie partielle
- 1950 : Bitter Springs, de Ralph Smart
- 1971 : Réveil dans la terreur (Wake in Fright ou Outback) de Ted Kotcheff
- 1978 : Le Chant de Jimmy Blacksmith de Fred Schepisi
- 1978 : Little Boy Lost de Terry Bourke
- 1981 : Gallipoli de Peter Weir
- 1985 : Coca Cola Kid de Dušan Makavejev
- 1988 : Un cri dans la nuit (A Cry In the Dark) de Fred Schepisi
- 1990 : Mr Quigley l'Australien de Simon Wincer
- 1992 : Deadly d'Esben Storm
- 1999 : Matrix d'Andy et Larry Wachowski
- 2010 : Broken Sun de Brad Haynes